# Calamoecia
Calamoecia é um género de crustáceo da família Centropagidae.
Este género contém as seguintes espécies:
- Calamoecia australica
- Calamoecia elongata
- Calamoecia zeidleri